# 사랑 사기꾼
《사랑 사기꾼》(영어: Opportunity Knocks)은 미국에서 제작된 도널드 피트리 감독의 1990년 코미디 영화이다. 데이나 카비 등이 출연하였고, 크리스토퍼 멜러단드리 등이 제작에 참여하였다.

## 출연
- 데이나 카비
- 로버트 로자
- 토드 그라프
- 줄리아 캠벨
- 마일로 오셰이
- 제임스 톨컨
- 도리스 벨랙
- 샐리 그레이시
- 마이크 배커렐라
- 델 클로스

## 기타 제작진
- 공동 제작: 레이먼드 하트윅
- 미술: 데이비드 채프먼
- 의상: 낸 시불라